# République socialiste soviétique de Crimée
Pour les articles homonymes, voir Crimée (homonymie) et République de Crimée.
Ne doit pas être confondu avec République socialiste soviétique autonome de Crimée ou République socialiste soviétique de Tauride.
1919–1919
Entités précédentes :
- Gouvernement régional criméen

Entités suivantes :
- Commandement général des forces armées de la Russie du Sud

La république socialiste soviétique de Crimée (en russe Крымская Социалистическая Советская Республика ou Крымская Советская Социалистическая Республика, en tatar de Crimée Qırım Şuralar Sotsialistik Cumhuriyeti) est un ancien État d'Europe ayant eu une très courte durée de vie puisqu'il nait en mai 1919, avec une invasion soviétique de la Crimée, et disparaît en juin de la même année, au cours d'une invasion de l'Armée des volontaires, des Russes blancs.